# Duomo di Santa Maria Assunta (Rometta)
Il duomo di Santa Maria Assunta, nome completo chiesa madre di Maria Santissima Assunta dedicata alla «Santissima Trinità», è il principale luogo di culto cattolico ubicato in piazza Garibaldi a Rometta.

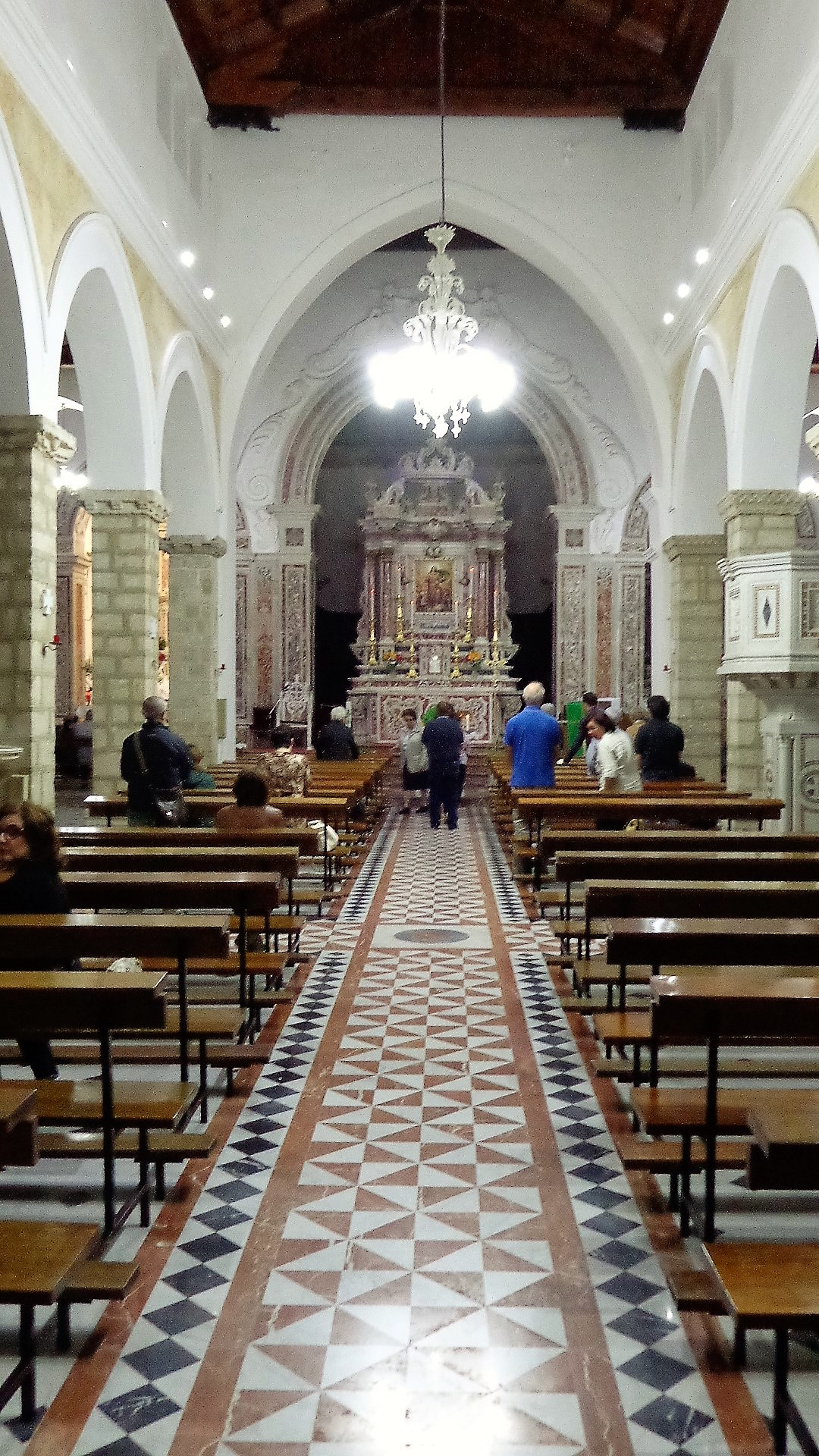
Navata centrale

## Storia

### Epoca normanna
La struttura primitiva risale al periodo normanno XI secolo, con impostazione basilicale a pianta longitudinale, a tre navate con transetto. Impianto verosimilmente mantenuto con sovrapposte ristrutturazioni effettuate in epoche successive.

### Epoca spagnola
Il transetto assieme al prospetto esterno, fu interamente rifatto dopo il terremoto del 1693 secondo gli schemi stilistici ed architettonici dell'epoca. Delle cinque entrate, solo la porta sud (piazza Garibaldi) ad ogiva con un semplice archivolto, risale alla costruzione originaria.
Nel 1780 fu realizzato il pregiato altare maggiore in marmi policromi, per volontà dei patrocinatori e donatori Antonino Bosurgi e della consorte Angelica Visalli.
Sovrapposizioni e ristrutturazioni successive dovute ai danni derivati dal terremoto del Val di Noto del 1693 e del terremoto della Calabria meridionale del 1783.

### Epoca contemporanea
La chiesa fu ulteriormente danneggiata dal terremoto del 1908 con il crollo parziale della navata centrale. Fu ricostruita ricalcando fedelmente la struttura architettonica della fondazione normanna. Il campanile isolato rispetto al corpo della chiesa, fu riedificato nel medesimo intervento di ricostruzione.
- 7 novembre 2009 - 9 novembre 2010. Consacrazione del nuovo altare e dedicazione del tempio alla Santissima Trinità, arcivescovo Giovanni Marra.

## Facciata
Delle cinque entrate, solo la porta sud, ad ogiva con un semplice archivolto, risale alla costruzione originaria, mentre gli altri portali di stile tardo rinascimentale rimontano ad epoche successive, sicuramente dopo il terremoto del 1693.
Nella controfacciata accanto al portale sulla destra, sotto la cantoria sostenuta da pilastri, è collocata la targa marmorea di dedicazione. Nelle adiacenze l'acquasantiera cinquecentesca.

## Interno

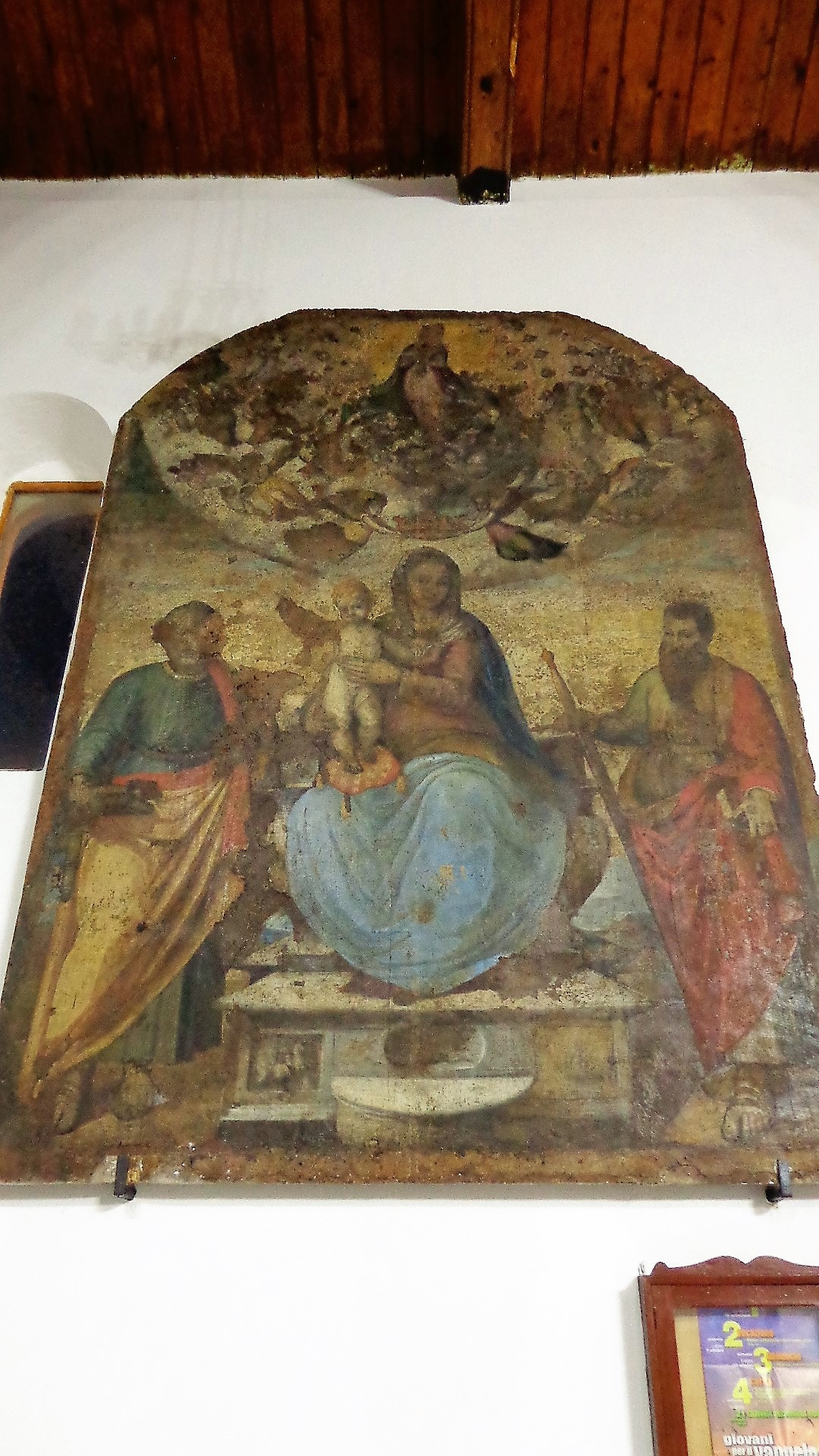
Dipinto.

Impianto basilicale a pianta longitudinale, a tre navate e transetto. Le tre absidi terminali, l'area del presbiterio dietro l'altare maggiore versus absidem, per la maggiore ampiezza e profondità, comprende il coro.
La parte più antica è quella che comprende le tre navate, ripartita da pilastri sormontati da capitelli di stile arcaico, sui quali poggiano ordini di archi a tutto sesto.
Archi ogivali a sesto acuto caratterizzano l'arco trionfale e gli archi delle navate laterali che immettono nel transetto.

### Navata destra
- Prima campata.
- Seconda campata.
- Terza campata: ingresso laterale sinistro. Sul varco è collocato il dipinto a lunettone raffigurante l'Ultima Cena.
- Quarta campata: pulpito.
- Quinta campata: monumento funerario dei coniugi Bosurgi - Visalli.

### Navata sinistra
- Prima campata.
- Seconda campata: sulla parete il dipinto cinquecentesco raffigurante Madonna con Bambino ritratta fra San Pietro e San Paolo.[3]
- Terza campata: ingresso laterale sinistro.
- Quarta campata. Dipinto raffigurante la Madonna delle Grazie ritratta con San Marco Evangelista, opera del XVII secolo.
- Quinta campata. Monumento funerario.

### Transetto
- Absidiola destra: Cappella della Madonna del Carmelo. Ambiente delimitato da balaustra, altare con colonne tortili in tarsie marmoree delimitanti l'edicola contenente il dipinto raffigurante la Madonna del Carmelo ritratta fra San Giuseppe e San Francesco di Paola, opera del XVIII secolo. Sulla porzione di parete fra l'absidiola e il transetto destro è collocato il dipinto raffigurante il Compianto del Cristo Morto, opera del XVII secolo.
  - Braccio transetto destro: Altare marmoreo con ricco apparato in stucco a baldacchino, nella nicchia centrale è collocata la statua raffigurante la Vergine con bambino.
- Absidiola sinistra: Cappella del Santissimo Sacramento. Ambiente delimitato da balaustra, altare con sopraelevazione marmorea raffigurante tempietto colonnato sormontato da baldacchino circolare e volute.
  - Braccio transetto sinistro: Altare marmoreo con nicchia centrale ove è custodita la statua lignea raffigurante San Leone Vescovo, protettore cittadino, festeggiato il 20 febbraio.

#### Altare maggiore
L'altare in marmi policromi sotto l'arco absidale fu costruito alla fine del 1700, patrocinato dai coniugi Bosurgi - Visalli, sepolti nel monumento funerario, in marmi policromi, collocato a ridosso del transetto nella navata laterale destra. Elaborato paliotto con rilievi marmorei e medaglione centrale delimitato da volute reggimensa. L'edicola centrale sormontata da putti e stemma in stucco, contiene il dipinto raffigurante l'Assunzione della Beata Vergine Maria in cielo.
Sopraelevazione con prospettiva convessa, le colonne aggettanti originano un eleborato cornicione - architrave che determina un timpano con volute a ricciolo. Fiamme acroteriali delimitano una stele e decorazioni sommitali sormontate da corona a baldacchino le cui volute radiali convergono nel reggere la croce apicale.
Altare versus populum, moderno monoblocco marmoreo recante il monogramma mariano stilizzato e la croce.

## Coro
Il coro occupa l'area absidale con un insieme di ventuno stalli lavorati preziosamente ad intaglio ed intarsio, imponente opera artigianale in legno di noce contemplata tra i rari manufatti eseguiti in Sicilia a cavallo tra la fine del XVI secolo e la prima metà del secolo successivo.
La lavorazione delle fiancate laterali delle panchette terminano in sfingi alate dal copricapo a forma di elmo di gusto spagnoleggiante e cariatidi dal volto umano e dal corpo stilizzato che scandiscono verticalmente gli stalli.
Sino ai primi del XX secolo il tempio ospitava la cattedra del priore ed abate di San Leone, sovrintendente alla vasta arcipretura di Rometta, territorio comprendente tutte le chiese dei comuni di Calvaruso, Torregrotta, Saponara, San Martino, Spadafora, Venetico, Valdina e Roccavaldina, Villafranca Tirrena.

## Opere
Nella pinacoteca sono esposte diverse opere pittoriche provenienti dalle ventidue chiese e dai monasteri esistenti della primitiva arcipretura, sino all'entrata in vigore delle leggi eversive del 1866 che per molte istituzioni ha disposto la soppressione. Di seguito alcune delle opere esposte:
- XVIII secolo, Tobiolo e l'Arcangelo Raffaele.
- XVII secolo, Santi benedettini, San Placido, San Leone Taumaturgo e San Benedetto.
- XVII secolo, Sant'Agata.
- XVII secolo, San Giovanni Battista.
- XVIII secolo, Sacra Famiglia e la Triade.